# Castello della Monica
Das Castello della Monica ist das Hauptgebäude der mittelalterlichen Ortschaft Teramo.
Das Castello Della Monica wurde ab 1899 auf dem Hügel von San Venanzio über dem zentralen Garibaldi-Platz der gleichnamigen Stadt errichtet. Es trägt den Namen seines Erbauers und Besitzers, Gennaro Della Monica (1836–1917), eines ortsansässigen Malers.

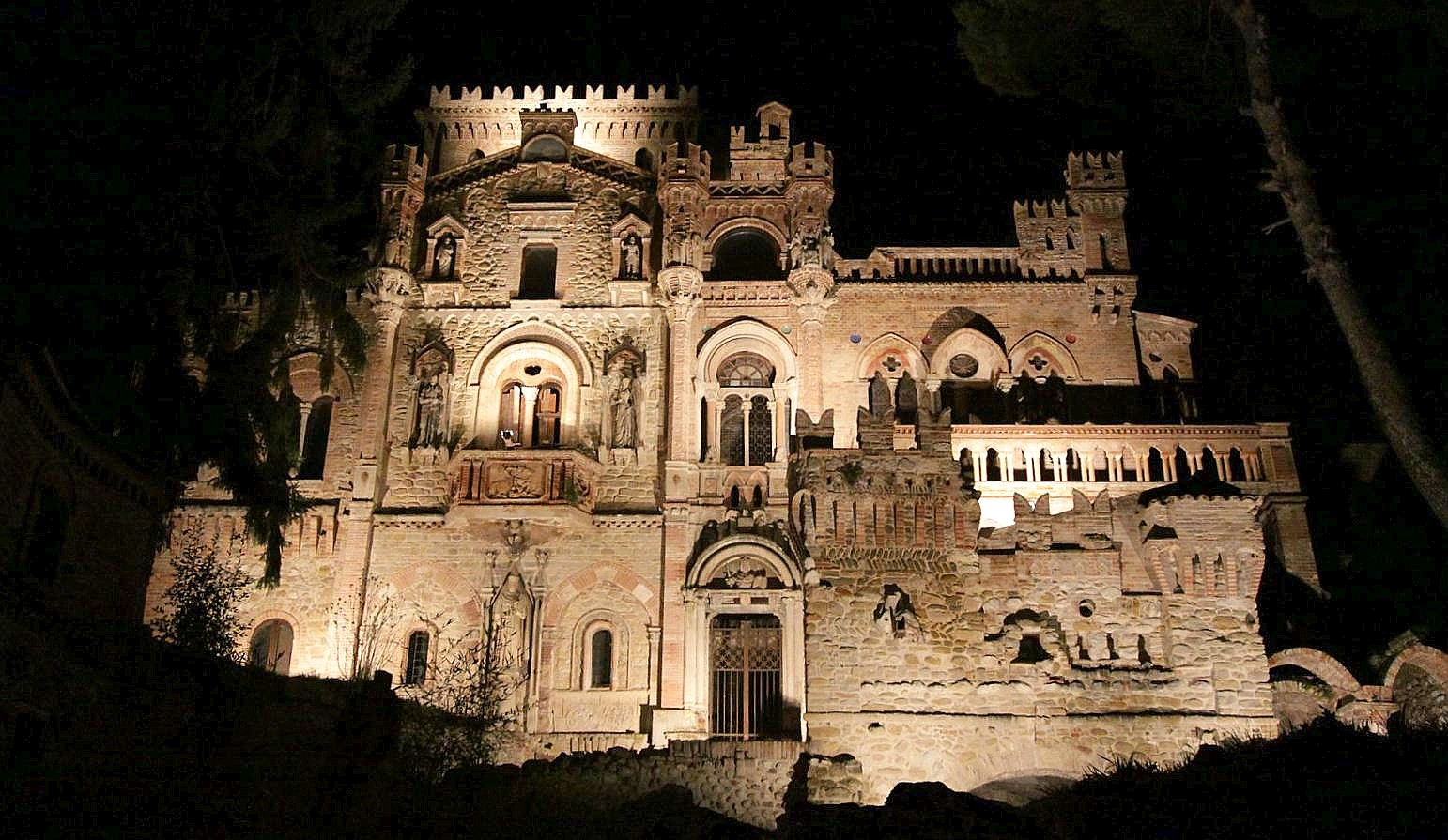
Borgo della Monica

## Geschichte
Das Hauptgebäude des Komplexes, das das Schloss darstellt, wurde auf der Seite der alten Kirche Di San Venanzio errichtet. 
Das Schloss von Della Monica wird mit der Ende des 19. Jahrhunderts aufgekommenen Vorliebe für neugotische Bauten in Verbindung gebracht. Aus Unterlagen Della Monicas geht jedoch hervor, dass „es sich nicht um ein Beispiel für die Wiederbelebung der Gotik im engeren Sinne des Wortes handelt, sondern in mehrfacher Hinsicht repräsentativ für die figurativ-literarische Kultur und Sensibilität des 18. und 19. Jahrhunderts ist: Der Komplex geht auf den Geschmack des 18. Jahrhunderts und des Mittelalters alles in Formen und Dekorationen, die mit großer Freiheit und Erfindungsgabe aus dem gotischen Repertoire mit maurischen Einflüssen stammen“.
Vermutlich hatte Della Monica das Projekt schon seit einigen Jahren im Kopf, zumindest seit seiner Reise im Jahr 1884 nach Turin anlässlich einer Ausstellung (auf der er zwei seiner Gemälde ausgestellt hatte), als ihn der Anblick des mittelalterlichen Dorfes im Parco del Valentino beeindruckte.

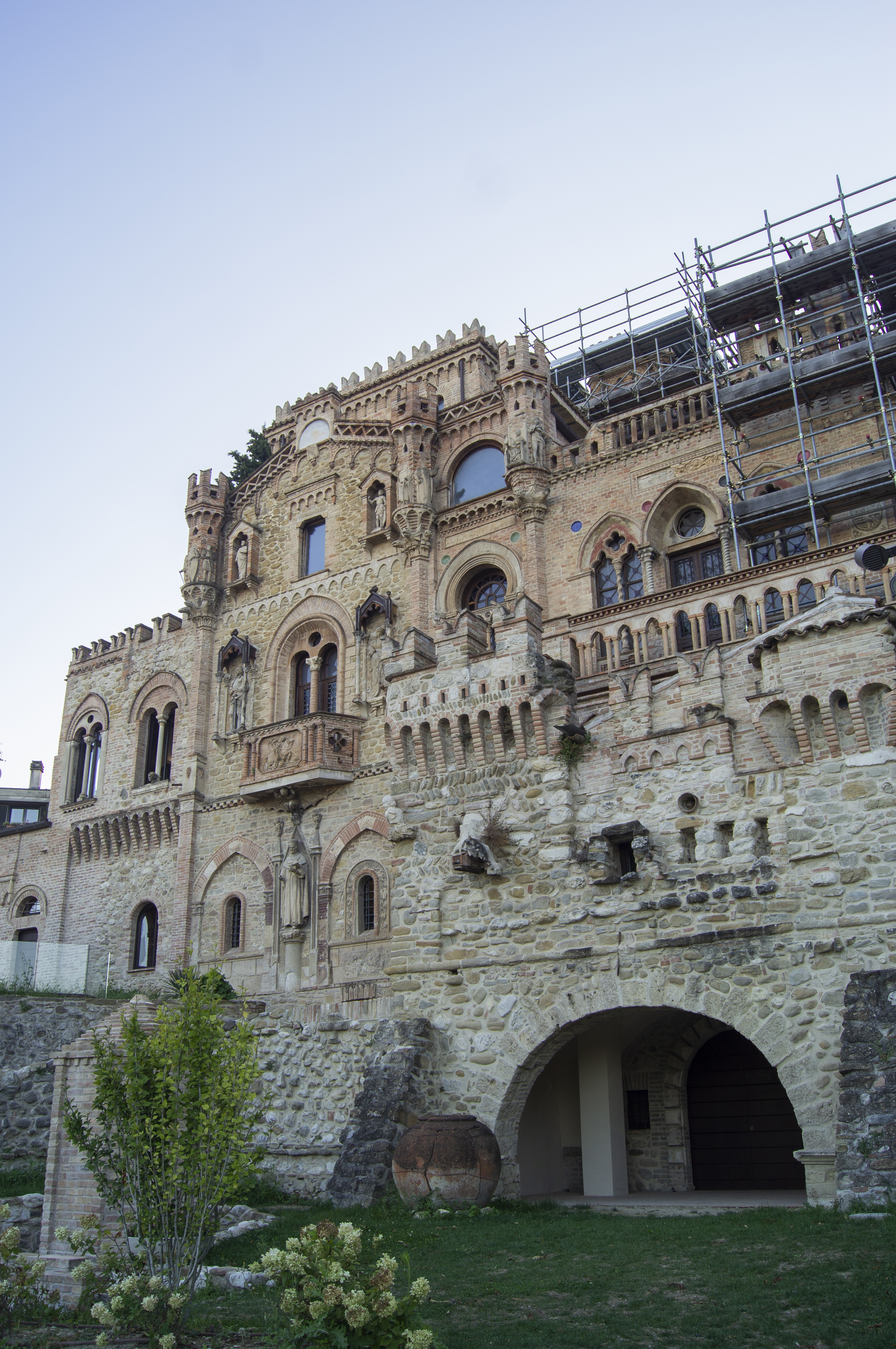
Schloss der Monica

Gennaro Della Monica wohnte in der Burg und richtete dort sein Atelier ein, in dem er eine große Menge an Studien, Notizen und Zeichnungen sammelte, die während der Fertigstellung der Innenräume und des gesamten Komplexes entstanden worden waren. In den folgenden Jahren wurden zwei weitere Nebengebäude fertiggestellt, die zusammen mit dem Hauptgebäude einen mittelalterlichen Weiler bilden: Neben dem Hauptgebäude (Westflügel) und zwei Gebäuden in der Talsohle (Ostflügel) umfasst der Weiler auch ein Wirtschaftsgebäude (Südflügel) und Terrassengärten.
Im September 1900, während der Feierlichkeiten zur Einweihung und Wiedereröffnung der Kirche Madonna delle Grazie in Teramo, entwarf der Feuerwerkskünstler Pietro Paolo Vallone ein außergewöhnliches illusionistisches Feuerwerk, das den Brand des Schlosses Della Monica zum Thema hatte.
Nach dem Tod von Della Monica im Jahr 1917 war es Vincenzo Bindi, Kunsthistoriker und gebürtig aus Giulianova, der als Erster vorschlug, dass die Gemeinde das Schloss erwerben sollte, um darin das Stadtmuseum unterzubringen. Der Vorschlag wurde jedoch von vielen kritisiert und sofort wieder verworfen.
Das Schloss, das isoliert im Grünen des Hügels San Venanzio im Westen von Teramo liegt, wurde zu einem charakteristischen Element der Landschaft von Aprutino, ebenso wie das Ende des 19. Jahrhunderts erbaute astronomische Observatorium.
Nach dem Zweiten Weltkrieg wurde das Schloss jedoch aufgrund unkontrollierter Bautätigkeit nach und nach von Wohnhäusern und Wohnblöcken umzingelt und erstickt, die sein Profil so weit verdeckten, dass es aus dem Blickfeld fast nicht mehr zu erkennen war und jeglichen landschaftlichen Wert zunichtemachte.
Mit Ausnahme eines einzigen Gebäudes, das als Zivilwohnsitz genutzt wird, befindet sich der Rest des Komplexes im Besitz der Gemeinde Teramo und wird restauriert, um wieder für die Öffentlichkeit zugänglich gemacht und der Stadt zurückgegeben zu werden. Am 15. Dezember 2013 wurde die neue Beleuchtung an der Ostfassade des Schlosses in Betrieb genommen.